# محمد باوندی
محمد یکی از اسپهبدان خاندان باوندیان بود که در خلال سال‌های ۱۲۴۹ تا ۱۲۷۱ میلادی در طبرستان قدرت داشت. وی فرزند و جانشین اردشیر دوم باوندی بوده‌است.

## زندگی‌نامه

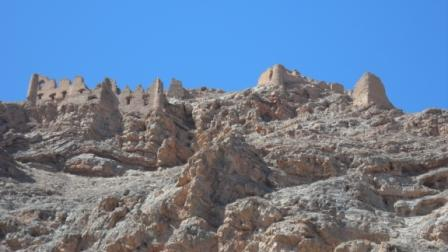
بقایای قلعه گرد کوه، در شهرستان دامغان.

محمد با خاندان پادوسبانیان روابط نزدیکی برقرار کرد و از متحدین آنان شد و با استندار شهرآگیم پیوند خانوادگی ساخت. در زمان یورش‌های ایلخانی اباقا خان، شهرآگیم و محمد برای حضور در محاصره قلعه گردکوه فرا خوانده شدند، تا در راستای سیاست‌های متحدان مغولی خود علیه اسماعیلیه شرکت جویند اما آن‌ها پس از مدتی محاصره را رها کردند و موجب حمله نظامی اباقاخان به مازندران شدند. در نبردی که میان ایلخانان و مازندرانی‌ها شکل گرفت، محمد مجروح شد و شکست خورد. او سرانجام مقام خود را به برادرش، علی دوم باوندی، سپرد.